# Osmia
Pour les articles homonymes, voir Osmia (journal).
Genre
Osmia est un genre d'insectes hyménoptères de la famille des Megachilidae, regroupant des abeilles solitaires maçonnes et jouant un rôle important dans la pollinisation. Elles font de ce fait l'objet de protections, notamment dans les jardins à travers des hôtels à insectes monospécifiques appelés plus précisément hôtel à abeilles, nichoir à abeilles ou nichoir à osmies, mais également dans l'arboriculture grâce au développement de l'osmiculture. Cette pratique est une des solutions proposées face au syndrome d'effondrement des colonies d'abeilles. Le genre Osmia comporte 115 espèces en Europe dont 37 en France, Belgique, Suisse et Luxembourg.

## Biologie
Leur mode de nidification dans des cavités est très varié. Certaines aménagent des galeries préexistantes construites par certains insectes, d'autres creusent le sol, le bois, des tiges sèches de ronce ou de roseau, ou construisent leurs cellules à l'air libre. Elles utilisent des matériaux de construction de nature très variée : argile, petits cailloux, fragments de feuilles. Certaines construisent leur nid dans des coquilles d'escargot vides. Malgré l'épaisse couche de terre argileuse dont elles recouvrent l'entrée du nid, les osmies sont les hôtes de nombreux hyménoptères et diptères parasites.

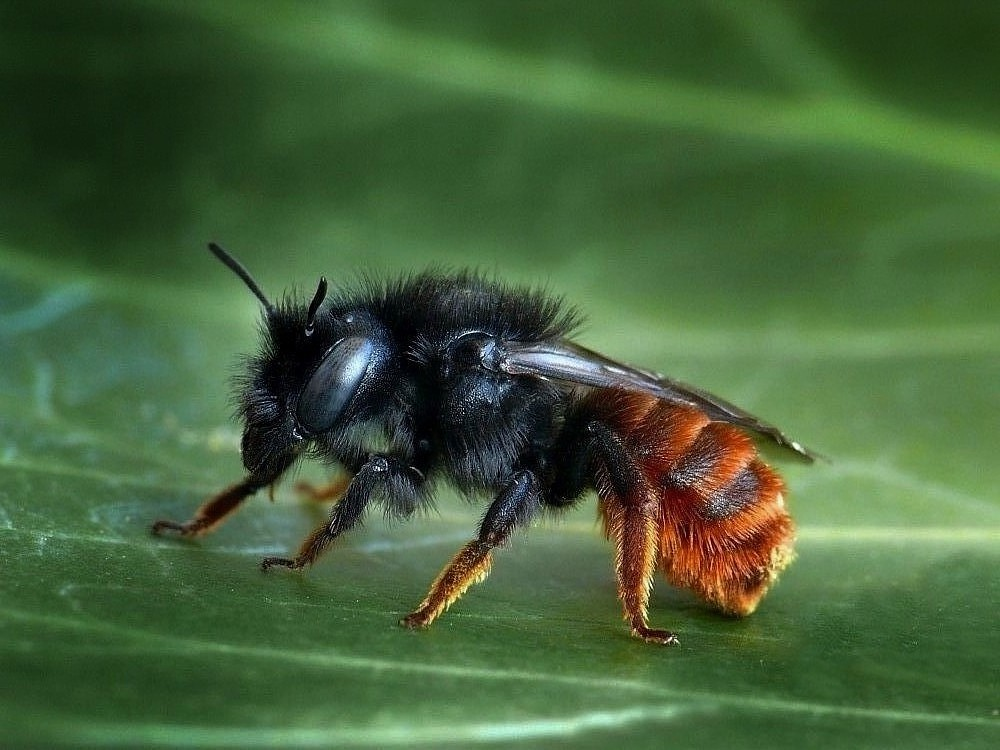
Osmia bicolor.
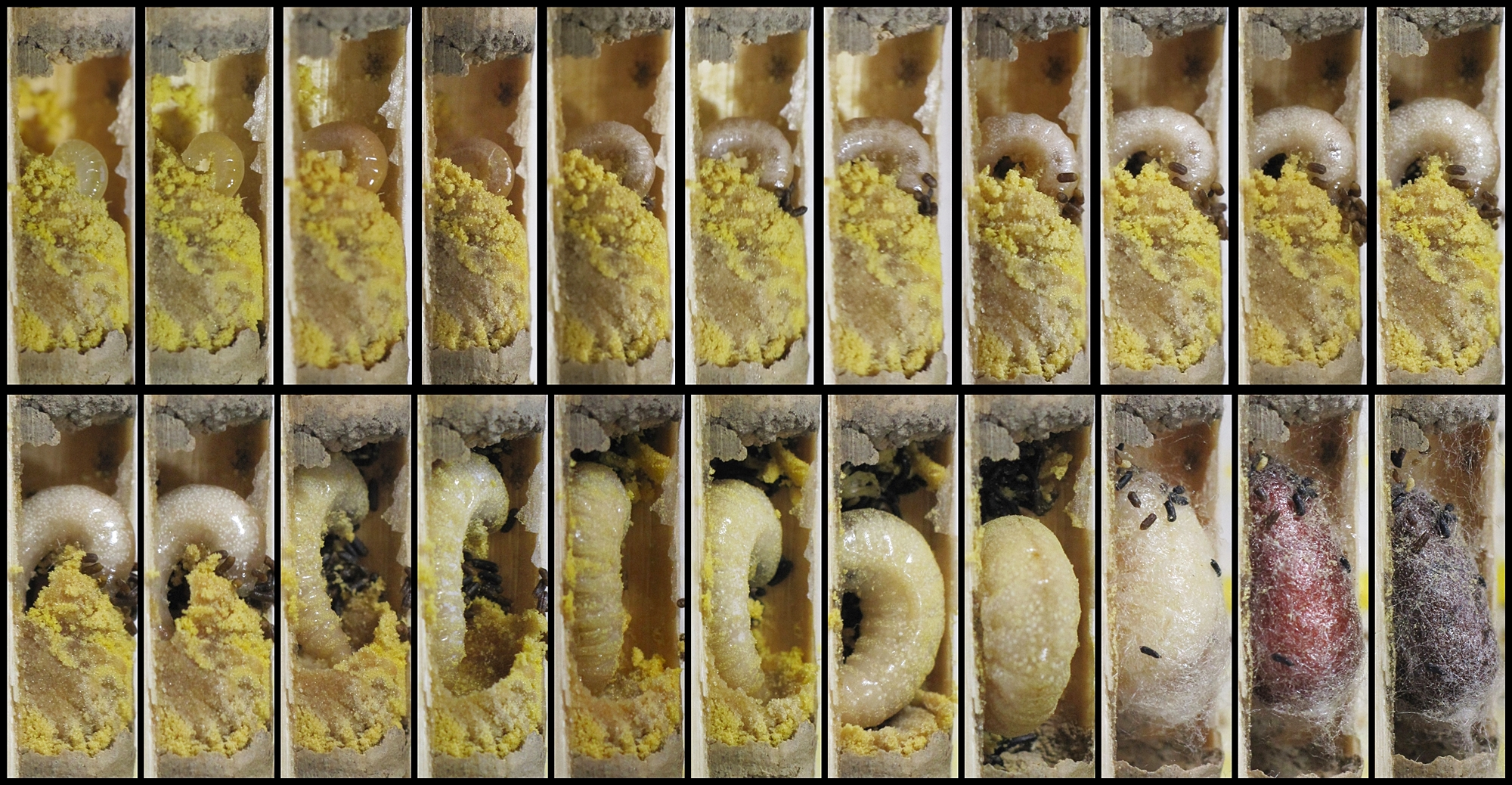
Cycle de développement d'une larve d'Osmie rousse.
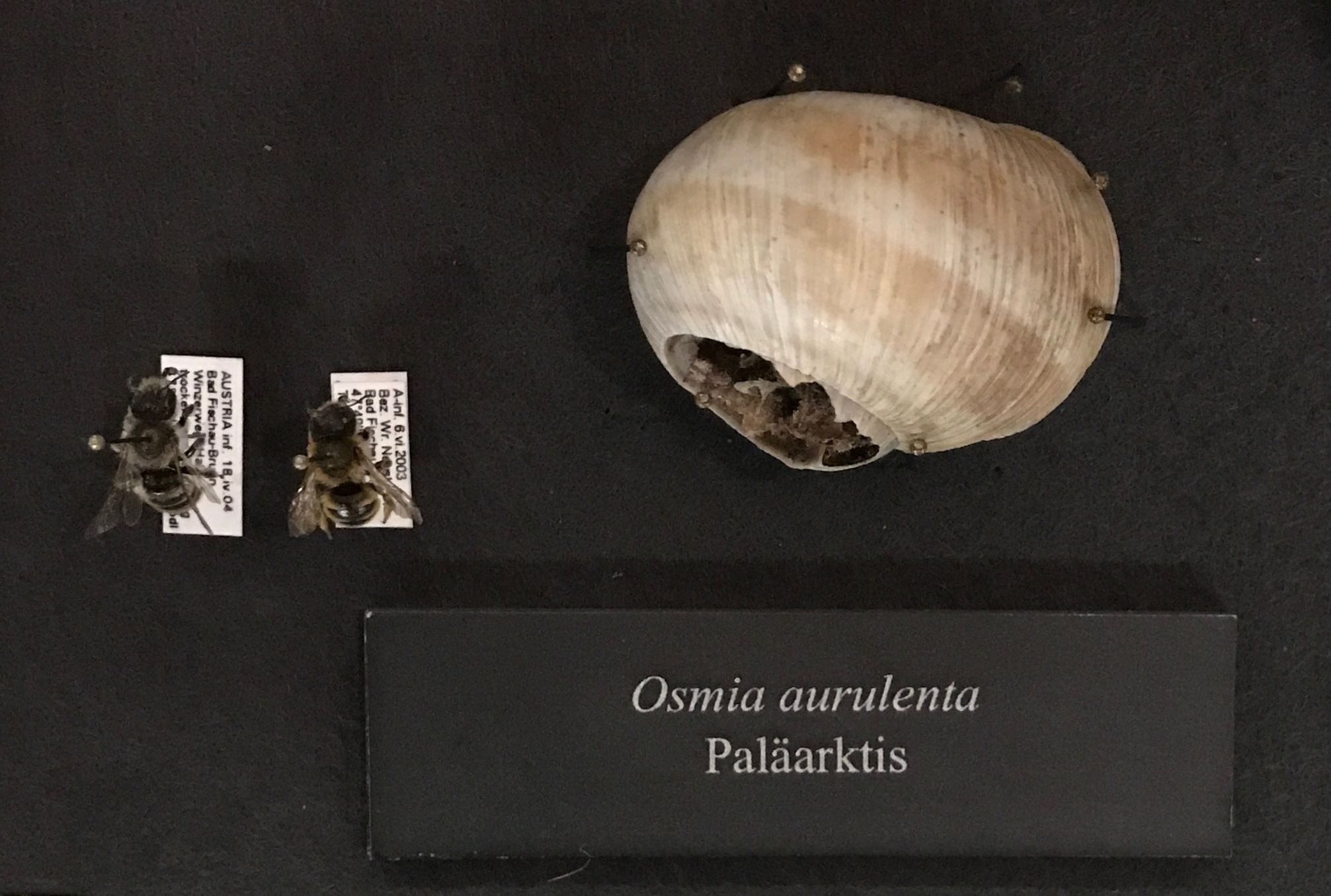
Osmia aurulenta et une coquille d'escargot ayant servi de lieu de ponte.
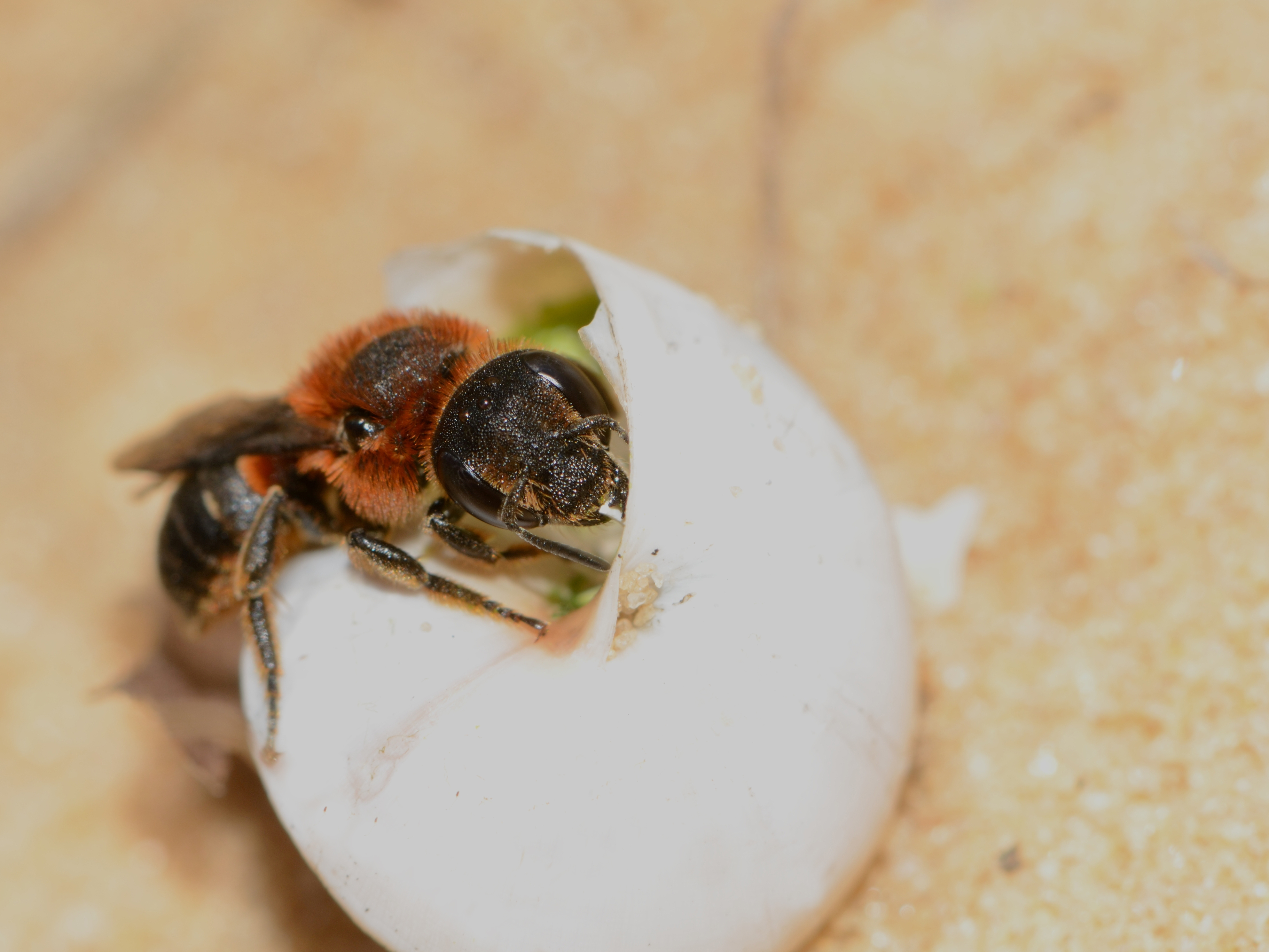
Femelle Osmia lhotelleriei, à proximité d'une coquille de serpent lui servant de lieu de ponte (Holon sands, Israël).

## Osmiculture
L’osmiculture est la technique d’élevage local d’abeilles indigènes et solitaires de la famille des Megachilidae, souvent les osmies qui nichent hors du sol. L'osmiculteur fournit un environnement de nidification (nichoir d'abeilles) adapté à l’espèce, identifie et élimine les parasites qui s’incrustent dans cette population.

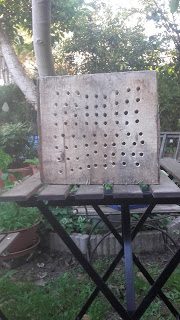
Hôtel d'abeilles solitaires.
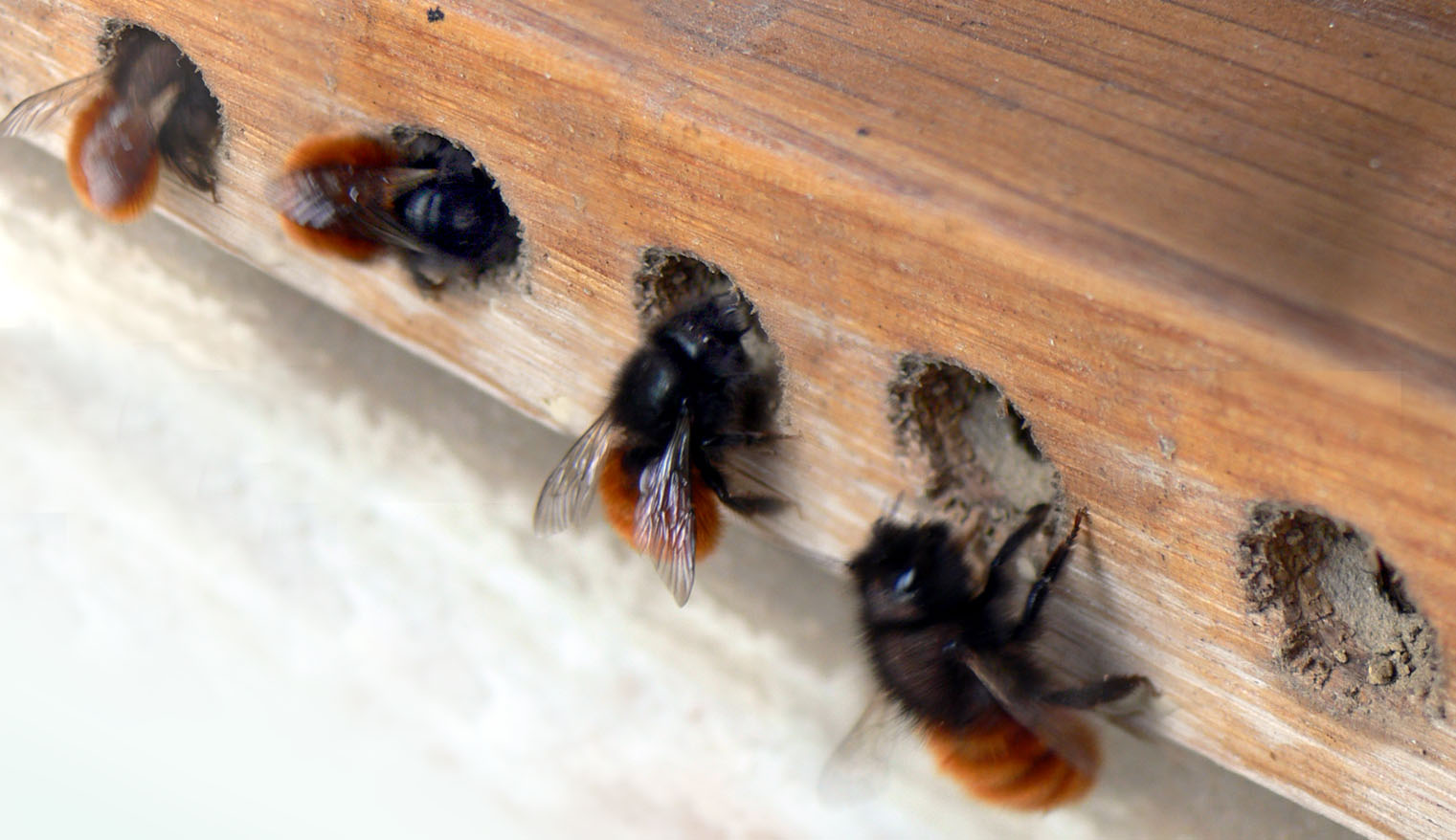
Osmie cornue dans un hôtel à insecte.
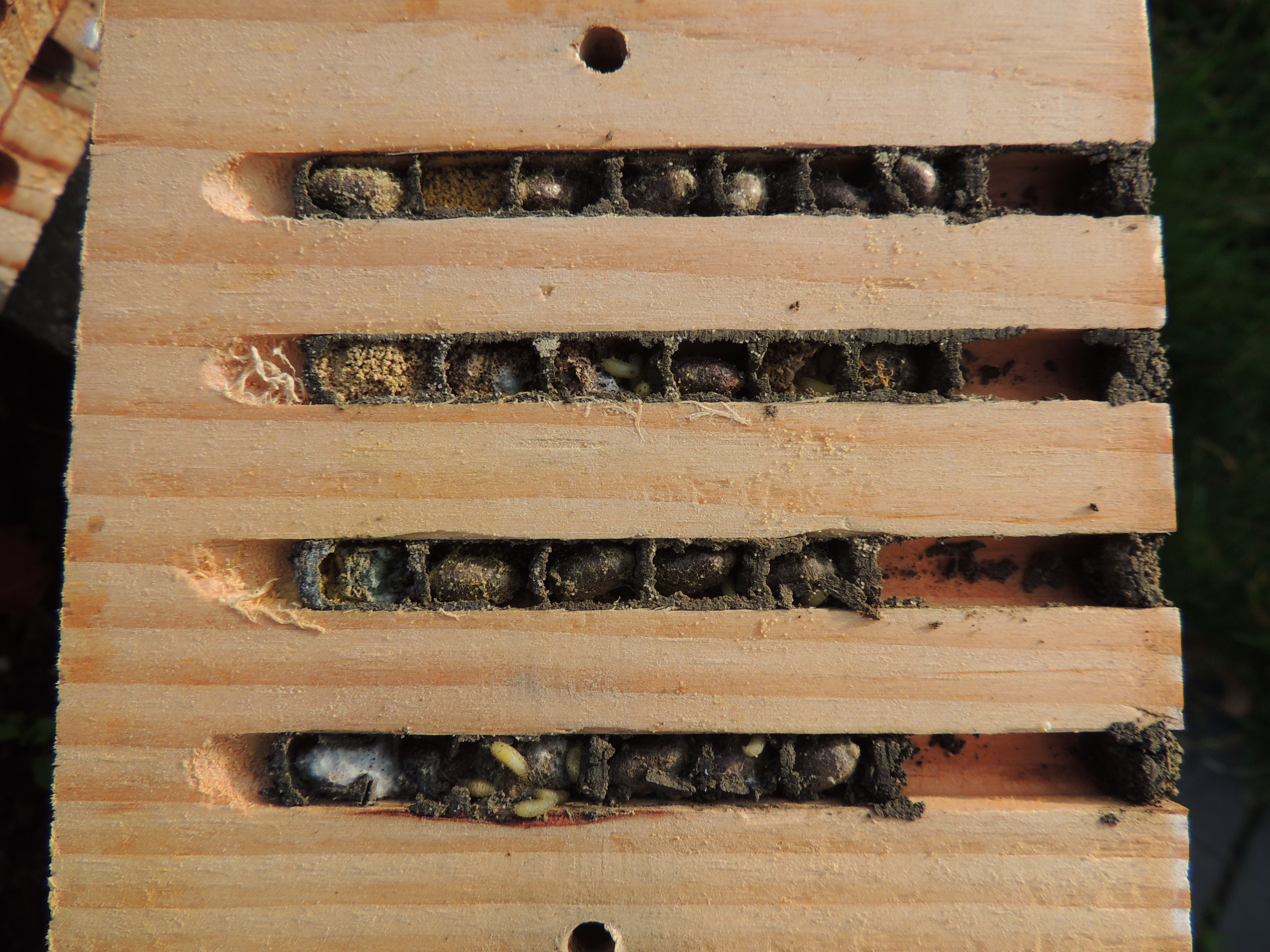
Galeries d'Osmie rousse.
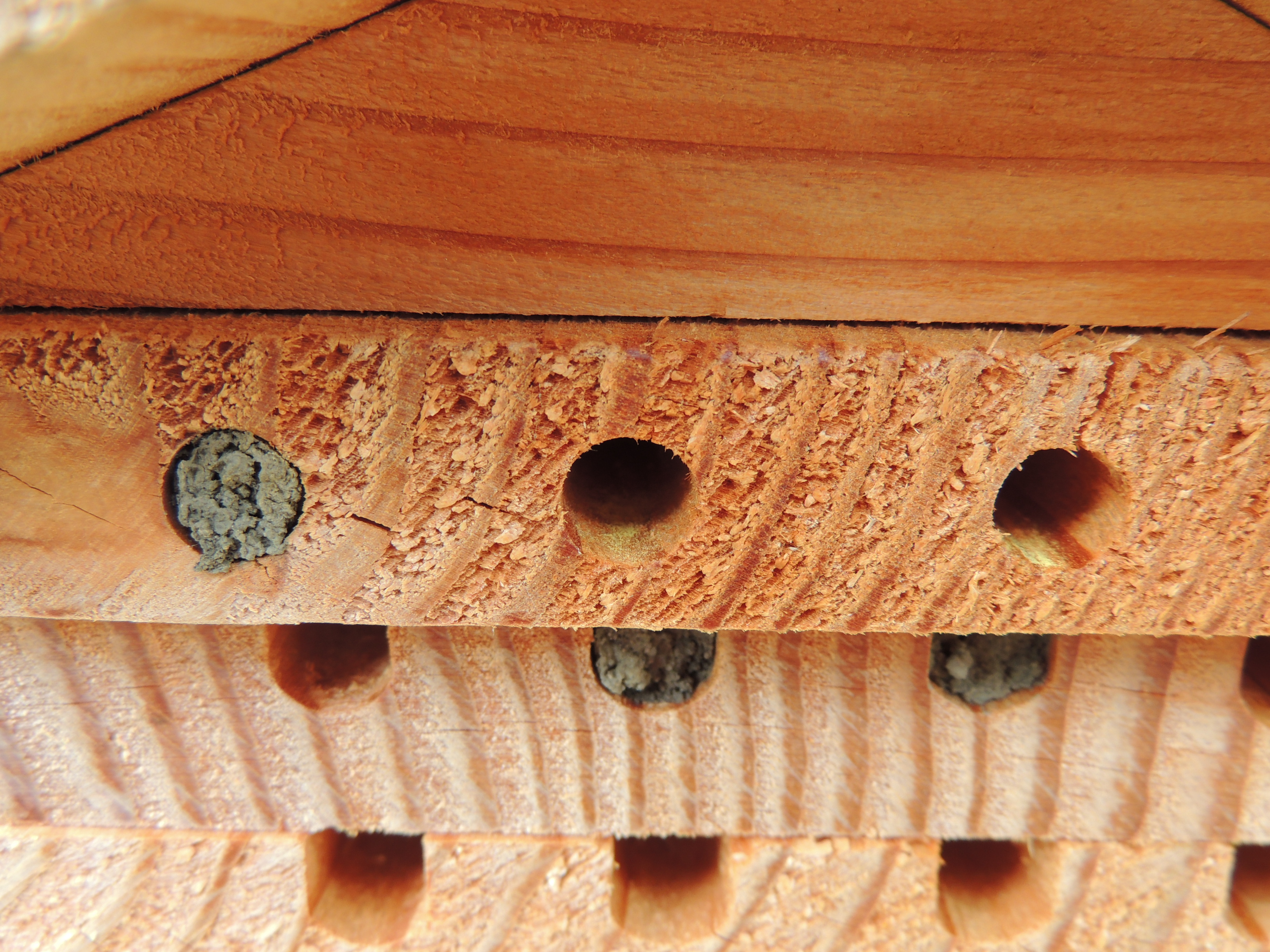
Osmia rousse ayant bouché ses galeries.
Animation montrant trois osmies bicornis fécondées au travail. Cette animation comporte des renseignements.

## Quelques espèces remarquables
- Osmia bicornis (Synonyme Osmia rufa), l'Osmie rousse
- Osmia bicolor, l'Osmie bicolore
- Osmia cornuta, l'Osmie cornue
- Osmia caerulescens
- Osmia georgica
- Osmia leaiana
- Osmia lignaria
- Osmia pumila
- Osmia ribifloris
- Osmia versicolor

## Les espèces éteintes
Selon Paleobiology Database (18 févr. 2013) :
- Osmia bruneri
- Osmia carbonum
- Osmia gaudiosa
- Osmia nigra